# Sparreholmsmodellen

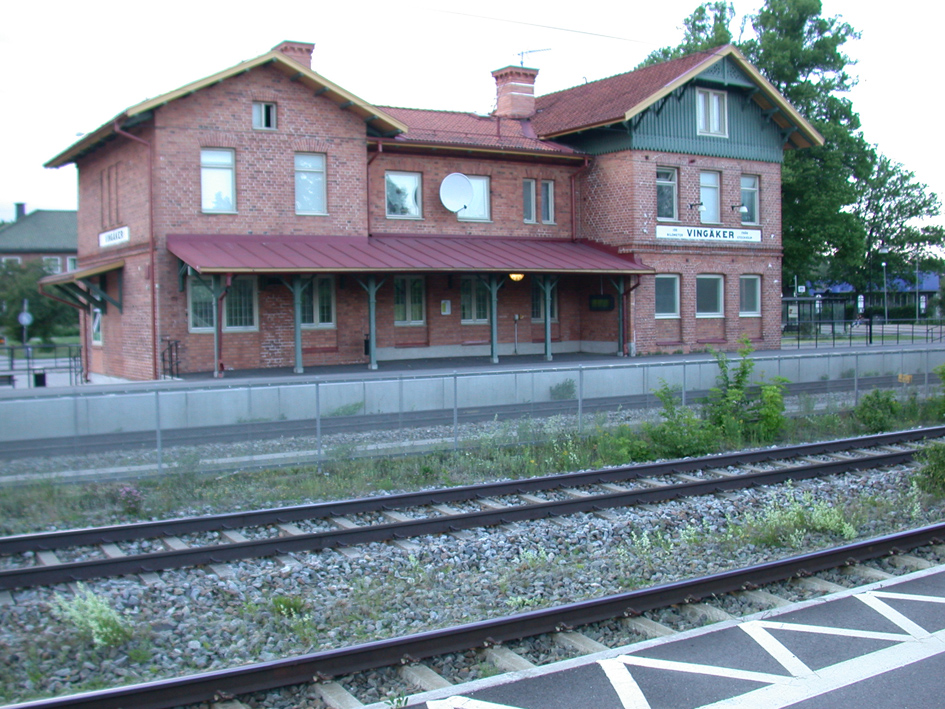
Vingåkers station

Sparreholmsmodellen (stationshus av IV klassen) är en modelltyp av stationshus som ritades i mitten av 1800-talet, av chefsarkitekten vid Statens Järnvägars arkitektkontor, Adolf W. Edelsvärd.
I Sparreholm och i Vingåker byggdes hus som till sitt yttre avviker avsevärt från de övriga Edelsvärdska typhusen vid banan. Här har arkitekten lyckats frångå kravet på enkelhet och byggt två hus som på grund av sin natursköna belägenhet skall tillfredsställa krav på ett mera tilltalande utseende. Han har också lämnat symmetriidealet, och i stället byggt med förskjutna huskroppar i olika höjder. 
Något påminner sammansättningen om det första partillehusets, en asymmetri som vid denna tid förespråkas av till exempel Emil Langlet, men som är ovanlig i Edelsvärds tidiga järnvägsbyggnader. Två flyglar med gavlar åt banan binds samman med ett indraget mittparti som har taknocken i banans längdriktning. Huset är uppfört i två våningar av tegel. Den östra flygeln, i Sparreholm vänstra, i Vingåker den högra, har en förhöjd vind, där gavelspetsen är klädd med stående träpanel. Taket är, skriver arkitekten, klätt med träspån.
Planen visar samma huvudsakliga indelning som de övriga husens. Den mellersta delen har fasaden indragen så som fallet också är i Partille. Här innanför ligger bagagekontor, expeditions- och telegrafrum samt biljettkontor. Denna mellersta del har samma mått som motsvarande parti i Hallsbergmodellen, medan däremot väntsalarnas yta minskat till cirka 80 % av Hallsbergs. Denna sistnämnda har dock telegrafen placerad på gaveln, utan inre förbindelse med järnvägens lokaler.
Det obligatoriska damrummet, som här är åttakantigt, ligger i en femsidig utbyggnad.
Trappan till andra våningen saknar liksom i partillemodellen förbindelse med
vestibulen, härvid avviker Sparreholm från de tidigare modellerna.
Andra våningens bostadsutrymmen är tilltagna generösare än i Jonsered med möjlighet att ge stationsföreståndaren en lägenhet om sex rum, eller att dela upp den så att enkelrum inrättas för ogifta stationskarlar.
Vingåker uppges ha kostat 18 000 Rdr att bygga, medan Hallsberg kostat 15 736 Rdr. Till kostnaden för Hallsberg kommer dock priset för stinsbostaden, hälften av 10 500 Rdr, vilket sammanlagt blir 20 986 Rdr. Det mera påkostade vingåkershuset skulle då vara cirka 10 % billigare än det "enklare" Hallsbergshuset.